# Рейнхард Сінага
Рейнхард Тамбос Марулі Туа Сінага (англ. Reynhard Tambos Maruli Tua Sinaga, 19 лютого 1983 року) — індонезійський серійний ґвалтівник, який був засуджений за скоєння 159 сексуальних злочинів, у тому числі 136 зґвалтувань молодих чоловіків, скоєних у місті Манчестер, Англія, між 2015 і 2017 роками, де він проживав як студент. Його визнали винним у накачуванні наркотиками та сексуальному насильстві над 48 чоловіками протягом цього періоду, 44 з яких він зґвалтував, деяких повторно. З 2018 по 2020 рік Сінагу було притягнуто до кримінальної відповідальності в чотирьох судових процесах і йому було призначено довічне позбавлення волі з мінімальним терміном 30 років; У грудні 2020 року Апеляційний суд підвищив термін до 40 років.
Поліція вважає, що Сінага зґвалтував або напав на щонайменше 206 чоловіків з 2015 року, включаючи два роки до його прибуття до Великобританії. У Манчестері він чекав потенційних жертв біля нічних клубів, пабів та подібних закладів зранку. Потім він пропонував їм залишитися у своїй квартирі, згодом вводячи наркотики та ґвалтуючи своїх жертв. Під час деяких з нападів, він знімав відео та поширював їх у WhatsApp.

## Раннє життя
Сінага народився в 1983 році в місті Джамбі на острові Суматра у Індонезії, виріс у місті Депок. Він походить з народу Батак та ріс у багатій консервативній католицькій родині. Здобувши ступінь у галузі архітектури на інженерному факультеті Університету Індонезії в Депоку у 2006 році, згодом переїхав до Великобританії за студентською візою і в серпні 2007 року почав навчатися в Манчестерському університеті, де здобув ступінь магістра у галузі міського планування у 2009 році та ступінь магістра соціології у 2011 році.
Залишившись у Манчестері, у 2012 році він почав навчатися на докторський ступінь в Університеті Лідса, але згодом покинув навчання. Його дисертація під назвою «Сексуальність і повсякденний транснаціоналізм серед південноазіатських геїв і бісексуалів у Манчестері» була подана в серпні 2016 року та була оцінена як «невдала», але йому дозволили внести зміни та повторно подати її. Під час арешту він переписував дисертацію. Його фінансово підтримував батько, банкір, який перейшов у сектор виробництва пальмової олії. Мама Сінаги прийшла на перше досудове засідання, але не була присутня на жодному з чотирьох судів. Перебуваючи в Манчестері, Сінага відкрито жив як гей, жив неподалік від гей-кварталу Манчестера, і, як повідомляється, мав багато хлопців.

## Напади
Сінага жив у квартирі в центрі Манчестера, яка служила базою для його нападів. Він чекав чоловіків, які виходили з нічних клубів і барів, перш ніж вести їх до своєї квартири, часто пропонуючи їм випити або викликати таксі. Він давав їм наркотичний напій, у який, імовірно, була додана ГОМК, а потім Сінага гвалтував своїх жертв, поки вони були без свідомості, і знімав зґвалтування на свій мобільний телефон. Він рідко використовував презервативи, коли проникав у своїх жертв, але попри це, після арешту у нього виявили негативний результат на хвороби, що передаються статевим шляхом.
На момент оголошення вироку в січні 2020 року було відомо, що майже всі жертви Сінаги, за винятком трьох, були гетеросексуальними чоловіками. Він розглядав «перевертання» гетеросексуальних чоловіків як спорт. Про одну жертву в січні 2015 року, чоловіка, який посварився зі своєю дівчиною в нічному клубі Factory неподалік від дому Сінаги, він сказав групі WhatsApp: «SuperRey рятує гетеросексуальних хлопців від їх жахливих дівчат».
У червні 2017 року його остання жертва, 18-річний регбіст, прийшов до тями під час зґвалтування, відбився від нападника та повідомив про подію в поліцію. Сінага був сильно побитий і був госпіталізований, а поліція спочатку затримала його жертву за підозрою в нанесенні тяжких тілесних ушкоджень. Подальша перевірка iPhone Сінаги поліцією призвела до виявлення понад 3 терабайтів цифрових відеодоказів його нападів і зґвалтувань. Багато з його жертв можна було відстежити, оскільки Сінага зберігав їхні телефони, годинники, посвідчення особи тощо, і використовував соціальні мережі, щоб надалі зв'язуватися зі своїми жертвами в Інтернеті. Деякі жертви мимоволі прийняли його запити друзів у Facebook. Хоча найперша справа, яку розглядали в судах, відноситься до 2015 року, поліція вважає, що Сінага почав напади ще у 2005 році, за два роки до того, як він прибув до Великобританії.

## Злочини
Найперший встановлений злочин Сінаги стався у Новий рік 2015 року. Жертвою був гетеросексуальний чоловік, як і більшість жертв Сінаги, який нічого не пам'ятав, коли наступного дня прокинувся у квартирі свого кривдника, весь у блювоті.
Сінага не визнав себе винним за всіма висунутими проти нього звинуваченнями, в результаті чого його жертвам довелося розглядати відповідні докази в суді, а також відеозаписи, які демонструвалися присяжним та іншим присутнім на судах. На свій захист він стверджував, що грав у сексуальні ігри, а інший чоловік вдавав мертвого, щоб реалізувати свої фантазії. Він стверджував, що зустрічі були за згодою, твердження було визнано неправдивим, оскільки на відео було чути, як жертви хропуть.
Сінага відвідував церкву Св. Златоуста, ліберальну конгрегацію Церкви Англії, і церква надала Сіназі характеристику для його суду. Головуючий суддя Сюзанна Годдард під час винесення вироку на другому судовому процесі зауважила, що «майже неможливо повірити, що людина, яка сповідує християнську віру, могла водночас здійснювати такі жорстокі та злі злочини». Пізніше церква дистанціювалася від Сінаги після його засудження.
Чотири судові процеси відбулися з 1 червня по 10 липня 2018 року щодо 13 потерпілих, з 1 квітня по 7 травня 2019 року щодо 12 потерпілих, з 16 вересня по 4 жовтня 2019 року щодо 10 потерпілих і в грудні 2019 року щодо 13 потерпілих, загалом 48 потерпілих. Принаймні 206 чоловіків Сінага, як вважають, зґвалтував, коли вони були без свідомості. Поліція не змогла розшукати 70 його жертв.
Сінагу визнали винним у 136 випадках зґвалтування, 14 пунктах у сексуальному насильстві, восьми пунктах у спробі зґвалтування та одному пункті в нападі шляхом проникнення. Його адвокат сказав, що він не може запропонувати пом'якшення вироку. У перших двох судових процесах він отримав 88 одночасних довічних ув'язнень з мінімальним 30-річним терміном ув'язнення перед тим, як може бути розглянуте питання про дострокове звільнення. 11 грудня 2020 року Апеляційний суд підвищив цей термін до 40 років. Згодом детективи відкрили гарячу лінію, сподіваючись, що десятки нових жертв Сінаги можуть до них звернутись.
16 січня 2020 року справу Сінаги було передано до Апеляційного суду через те, що вона була надто м'якою. Повідомлялося, що Джеффрі Кокс, політик Консервативної партії сказав, що для Сінаги слід розглянути «довічне покарання», тобто він ніколи не матиме права на умовно-дострокове звільнення. Хоча раніше довічне покарання ніколи не виносилося за злочини, окрім убивства, суддя Сюзанна Годдард розглядала цей варіант, виносячи вирок Сіназі, і сказала, що він ніколи не повинен бути звільнений. Підбиваючи підсумки, суддя Годдард прокоментувала: «На мій погляд, ви дуже небезпечна, хитра й брехлива особа, яку ніколи не вдасться звільнити, але це питання для Комісії з умовно-дострокового звільнення».
Найранішою датою, коли він має право на слухання комісії щодо умовно-дострокового звільнення є 2060 рік, тоді йому виповниться 77 років.

## Наслідки
Батько Сінаги, Сайбун Сінага, в інтерв'ю BBC Indonesia висловив свою думку через день після винесення вироку, де він сказав, що його син «отримав те, що заслужив», а також сказав, «ми погоджуємося з вироком, його покарання відповідає його злочинам, я не хочу більше обговорювати цю справу».
Мати Сінаги, Нормаваті Сілан, розповіла газеті The Sunday Times у 2020 році, що коли вона відвідувала його в лікарні у 2017 році, вона «думала, чи [остання жертва Сінаги] вигадала історію». Вона заявила, що не знала, що він був геєм: «Ми хороша християнська сім'я, яка не вірить у гомосексуалізм. Він моя дитина».
Благодійна організація Safeline повідомила про рекордне збільшення кількості дзвінків на її гарячу лінію для чоловіків, які постраждали від сексуального насильства після цієї справи. Дункан Крейг, засновник Survivors Manchester, благодійної організації, яка підтримує кількох жертв Сінаги, заявив, що розпочав національну дискусію щодо того, як чоловіки відкрито розповідають про сексуальне насильство.
Після засудження Сінаги мер його рідного міста Депок Мохаммад Ідріс оголосив, що планує влаштувати рейди на місцеву ЛГБТ-спільноту. Оголошення було негайно засуджено правозахисниками, заявивши, що консерватори в Індонезії використовували Сінага як привід для нападу на гей-спільноту в країні.